# Nymphidium admeta
Nymphidium admeta är en fjärilsart som beskrevs av Doubleday 1847. Nymphidium admeta ingår i släktet Nymphidium och familjen Riodinidae. Inga underarter finns listade i Catalogue of Life.